# Cyprinus yilongensis
Cyprinus yilongensis és una espècie extinta de peix de la família dels ciprínids i de l'ordre dels cipriniformes.

## Morfologia
Els mascles podien assolir els 13 cm de longitud total.

## Distribució geogràfica
Es trobava al llac Yi-lung (Yunnan, Xina).